# رود لپبوری
رود لپبوری (به انگلیسی: Lopburi River) رودخانه‌ای است که در تایلند جریان دارد.